# 石田隆司
石田 隆司（いしだ たかし、1989年6月13日 - ）は、大阪府枚方市出身の元プロ野球選手（投手）、東北楽天ゴールデンイーグルスベースボールアカデミー ジュニア担当コーチ、プロ野球解説者。クラーク記念国際高等学校仙台キャンパス女子硬式野球部の監督も務めている。

## 経歴

### プロ入り前
小学校1年生時より、学童軟式野球「枚方香里（こうり）フェニックス」で野球を始める。
東海大学付属仰星高等学校硬式野球部に入部。2年秋の大阪桐蔭高校戦では、中田翔から特大の本塁打を浴びた。3年夏の全国高等学校野球選手権大阪大会で大阪桐蔭高校と再び対戦すると、中田を5打数で1本の単打に抑えたが、チームの勝利にはつながらなかった。
2007年のNPB高校生ドラフト会議で、東北楽天ゴールデンイーグルスから3巡目で指名。契約金4000万円、年俸600万円という条件で入団した。背番号は53。

### 楽天時代
2008年には、イースタン・リーグ公式戦11試合に登板。2勝1敗、防御率5.09を記録した。
2009年には、イースタン・リーグ公式戦13試合に登板。4勝5敗1セーブに加えて、1試合で完投したが、防御率は7.77と悪化した。
2010年には、イースタン・リーグ公式戦13試合に登板。しかし、2勝9敗と負け越したうえに、防御率も8.04に達した。
2011年には、イースタン・リーグ6試合に登板。勝敗は付かず、防御率も9.53だった。入団以来一軍公式戦への登板機会がないまま、10月9日に球団から戦力外通告を受けたことを機に現役を引退。

### 現役引退後
2012年4月から東北福祉大学社会福祉学部へ入学。2016年3月で卒業したことを機に、楽天球団へ職員として復帰した。復帰後は、球団が運営する「楽天イーグルス ベースボールアカデミー」で、ジュニア部門のコーチを担当。プロ野球シーズン中には、Rakuten.FM TOHOKUの楽天ホームゲーム中継で解説を務めることもある。2018年4月5日の楽天主催試合ではJ SPORTSで、テレビ初解説を行った。
2017年7月27日、楽天OBによる試合「滝風イオンメディック presents 楽天イーグルスレジェンドマッチ」に、現役時代に一軍登板がなかったものの、レジェンドイーグルスのメンバーとして参加した。試合では投手として登板したほか、途中から本職ではなかった捕手の守備にも就いた。
楽天球団のアカデミーコーチを務めつつ、2019年には楽天球団がバックアップしているクラーク記念国際高等学校仙台キャンパスの女子硬式野球部の監督も兼任している。

## 詳細情報

### 年度別投手成績
- 一軍公式戦出場なし

### 背番号
- 53（2008年 - 2011年）

### 登場曲
- 『夕日』ケツメイシ（2008年）
- 『アゲアゲハリケーン』MEGARYU（2009年）
- 『カーニバル』ケツメイシ（2010年 - 2011年）